# Бернар I (граф Оверни)
Берна́р I (фр. Bernard, ум.868) — граф Оверни с 846

## Биография
О нём практически ничего неизвестно. В это время действовало несколько графов, имевших имя Бернар. И часто трудно определить, к какому именно Бернару относится то или иное известие.
Происхождение Бернара неизвестно. Он мог быть сыном Гверина I, графа Оверни, или Гильома I, графа Оверни. Около 846 года король Франции Карл II Лысый назначил его графом Оверни. В 868 году графство было передано Бернару Плантвелю — скорее всего в связи со смертью Бернара I.

## Брак и дети
Имя его жены неизвестно. Из детей известно, что у Бернара была одна дочь:
- Ирменгарда (ум. после июня 881); муж: Бернар Плантвелю[1] (22 марта 841, Юз — 20 июня 886), граф Отёна (Бернар II) 863—864, граф Роде 864—874, граф Ормуа 864—868, граф Оверни (Бернар II) с 868, граф Руэрга, Тулузы (Бернар III) и Лимузена с 872, граф Буржа и маркиз Готии (Бернар III) с 878, граф Макона (Бернар I) с 880, граф Лиона с 885, маркграф Аквитании (Бернар I) с 885